# Bodi Turner
Bodi Turner (* 18. September 1994 in Melbourne) ist ein australischer Radrennfahrer, der im BMX-Rennsport aktiv ist.

## Sportlicher Werdegang
In seiner Jugend trainierte Bodi Turner beim Eastfield BMX Club in den Außenbezirken von Melbourne. Im Juniorenrennen der BMX-Weltmeisterschaften 2011 kam Turner ins Finale und belegte den sechsten Platz. Ab 2013 fuhr er in der Elite und stand im Finale von Welt- und Ozeanien-Meisterschaften, wo er 2015 auch seine erste Medaille in der Elite gewann. Im selben Jahr kam er beim Weltcup in Ängelholm aufs Podium.
Anfang 2016 erlitt er bei den Ozeanien-Meisterschaften einen Schlüsselbeinbruch. Er konnte die Verletzung jedoch schnell ausheilen und nahm für Australien am olympischen BMX-Rennen 2016 teil, wo er im Viertelfinale ausschied und in der Gesamtwertung 20. wurde. 2017 stand er zum bisher einzigen Mal im Finale der Weltmeisterschaften und wurde Sechster.  Wegen drei verpasster Dopingtests innerhalb von zwölf Monaten wurde er ab Ende 2017 vom australischen Verband für 15 Monate gesperrt. Dies und die nachfolgenden Einschränkungen infolge der Corona-Pandemie bewirkten einen längeren Bruch in seiner Karriere.
Ende 2021 meldete er sich mit einem vierten Platz bei den australischen Meisterschaften zurück. 2022 und 2023 gewann er sowohl die nationalen Meisterschaften als auch die Ozeanien-Meisterschaften. Zudem konnte er 2023 erneut einen Podiumsplatz im Weltcup erzielen. Beim Weltcup-Rennen Anfang 2024 in Rotorua stürzte er und brach sich den Oberschenkelknochen.

## Erfolge
2015
 Ozeanien-Meisterschaften
2022
 Ozeanien-Meister
 Australischer Meister
2023
 Ozeanien-Meister
 Australischer Meister